# Sette ore di guai
Sette ore di guai è un film di genere commedia del 1951 diretto da Vittorio Metz e Marcello Marchesi. È l'unico film di Totò in cui i due famosi sceneggiatori si trovano dietro la macchina da presa.

## Trama
Totò De Pasquale è titolare di una modesta sartoria. Il giorno del battesimo del figlio, riceve la visita dell'avvocato Espinaci, incaricato d'intimare il pignoramento dei suoi beni a causa di un debito ormai scaduto e insoluto. Quando l'avvocato scopre che la moglie di De Pasquale è una sua vecchia amica, decide di soprassedere. Totò, per ingraziarselo ulteriormente, decide di fargli fare da padrino al battesimo, dimenticandosi di aver già affidato quel compito al cognato Matteo, inguaribile attaccabrighe. Pochi minuti dopo Totò, l'avvocato e Matteo scoprono che la balia ha perduto il neonato dopo una lite in piazza con il marito. Senza dire nulla alla moglie, Totò va a cercare il bimbo e, per non far sospettare nulla alla puerpera, le fa portare la bimba dei Romolini, una famiglia di distratti studiosi che abita vicino ai De Pasquale.
Ignari del fatto che il bimbo viene riportato a casa De Pasquale da un amico della balia, Totò, l'avvocato e Matteo finiscono a casa di una signora che sta ricevendo l'amante di nascosto dal marito geloso. Successivamente, sono portati a credere che il bimbo sia stato portato erroneamente nella tenuta di campagna dei Romolini. Giunti nel paesino della tenuta, i tre si dividono e Totò strappa quello che crede essere suo figlio a nonno Arturo, che chiama subito aiuto denunciando il rapimento della piccola. Pochi minuti dopo, l'intero paesino dà la caccia al sarto, scambiato per un rapitore di bambini. Totò rischia prima il linciaggio e poi di precipitare dal tetto di un palazzo. Alla fine di varie peripezie, Totò si ricongiunge all'avvocato e al cognato con la bimba ma, arrivati alla chiesa dove doveva tenersi il battesimo, scopre che in realtà suo figlio è stato già battezzato. Il pover'uomo deve quindi subire gli insulti dell'avvocato e della suocera, nonché dei Romolini.

## Produzione
È la prima delle quattro farse di Eduardo Scarpetta (che si chiamava «'Na criatura sperduta», scritta nel 1899) dalle quali Totò trarrà un film: i tre successivi, girati in Ferraniacolor, saranno: Un turco napoletano (1953), Miseria e nobiltà (1954) e Il medico dei pazzi (1954) tutti diretti da Mario Mattoli.

## Luoghi di ripresa
Il film è stato girato tra Roma e il comune di Marino.

## Distribuzione
Iscritto al Pubblico registro cinematografico della S.I.A.E. con il n. 996, ottenne il visto di censura n. 10687 del 9 ottobre 1951 per una lunghezza accertata della pellicola di 2.300 metri. Ebbe la prima proiezione pubblica il 1º novembre 1951 e incassò 280.500.000 di lire.

## Home Video
Editato in VHS nel 1997, è stato successivamente pubblicato su DVD dalla Ripley's Home video.

## Critica
Arturo Lanocita su Il Nuovo Corriere della Sera del 4 novembre 1951, "Dare all'irrequieta comicità di Totò la disciplina di un film, costruito, è come incastrare un torrente nell'alveo in muratura; schiumeggia meno, fa minor fracasso, perde un po' del suo pittoresco, ma non ristagna poi negli acquitrini e arriva alla foce. Come in Napoli milionaria, anche in Sette ore di guai, diretto da Metz e Marchesi e derivato da una vecchia farsa di Scarpetta, ('Na criatura sperduta) Totò ha modo di dare al suo personaggio la razionalità accettabile di un tipo, dopo essersi in troppi film meccanizzato nella rigidità legnosa della marionetta.."